# Engla Nilsson
Engla Nilsson (* 20. Mai 2005) ist eine schwedische Leichtathletin, die sich auf den Hochsprung spezialisiert hat.

## Sportliche Karriere
Erste internationale Erfahrungen sammelte Engla Nilsson im Jahr 2023, als sie bei den U20-Europameisterschaften in Jerusalem mit übersprungenen 1,86 m den fünften Platz belegte. Im Jahr darauf verpasste sie bei den U20-Weltmeisterschaften in Lima mit 1,80 m den Finaleinzug und 2025 gewann sie bei den Halleneuropameisterschaften in Apeldoorn mit 1,92 m die Bronzemedaille hinter der Ukrainerin Jaroslawa Mahutschich und Angelina Topić aus Serbien. Ende Juni wurde sie bei der 1. Liga der Team-Europameisterschaft in Madrid mit 1,84 m Siebte, ehe sie bei den U23-Europameisterschaften in Bergen mit 1,93 m die Silbermedaille hinter der Serbin Angelina Topić gewann.
2025 wurde Nilsson schwedische Hallenmeisterin im Hochsprung.